# Mare Anguis
Mare Anguis ("Mar de la Serp") és un mar lunar situat en la cara visible de la Lluna. Posseeix un diàmetre de 150 quilòmetres. Localitzat en la conca de Crisium, el mare Anguis forma part del sistema Nectarià (es va formar durant el període Nectarià). La seva superfície és fosca com la de tots els mars lunars, ja que està coberta de basalt. Les coordenades selenogràfiques d'aquest mar són 22,6° N, 67,7° E.